# Камнеломка усатая
Камнело́мка уса́тая (лат. Saxifraga flagellaris) — вид цветковых растений рода Камнеломка (Saxifraga) семейства Камнеломковые (Saxifragaceae).

## Ботаническое описание

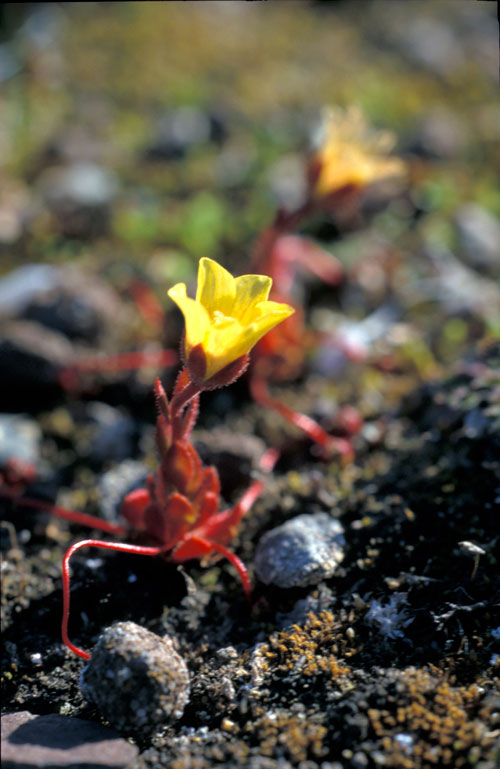
Общий вид цветущего растения

Многолетнее розеточное травянистое растение. Стебли прямостоячие, олиственные, 3—10 см высотой. Базальные листья формируют прикорневую розетку, образующую наземные столоны, которые, укореняясь, дают начало новым растениям (вегетативное размножение). Листья лишены черешков, листовая пластинка продолговато-ланцетовидная или яйцевидная, неразделённая на доли, 5—20 мм длиной. Листья имеют также железистые волоски по краю. Стебель, как правило, заканчивается одним (реже двумя) терминальным цветком, иногда цветки собраны в рыхлые сложные зонтики из 2—5 цветков. Прицветники сидячие. Цветки с золотисто-жёлтыми яйцевидными лепестками длиной от 4 до 10 мм, значительно превышающими чашелистики по размерам. Чашелистики свободные или срастаются основаниями, заострённые или тупоконечные. Тычиночные нити гладкие, по длине соответствуют чашелистикам или несколько короче. Всё растение имеет более или менее красноватый оттенок. Плод — округло-яйцевидная коробочка.
Хромосомный набор 2n = 16 (по другим источникам, 32).
Растение декоративно.

## Распространение и местообитание
Ареал вида включает Арктику, Сибирь, Дальний Восток, а также Кавказ. Произрастает на каменистых осыпях, покрытых мхом поверхностях.

## Значение и применение
По наблюдениям в Кабардино-Балкарии поедается западнокавказским туром (Capra caucasica).

## Охрана
Камнеломка усатая не находится под угрозой исчезновения, однако всё же является довольно редким растением. Вид включён в Красные книги Ставропольского и Краснодарского краёв.